# Djakonowskoje
Djakonowskoje (ros. Дьяконовское) – wieś w Rosji, w rejonie szeksnińkim obwodu wołogodzkiego. W 2010 r. liczyła 20 mieszkańców.